# Adolf Ellissen

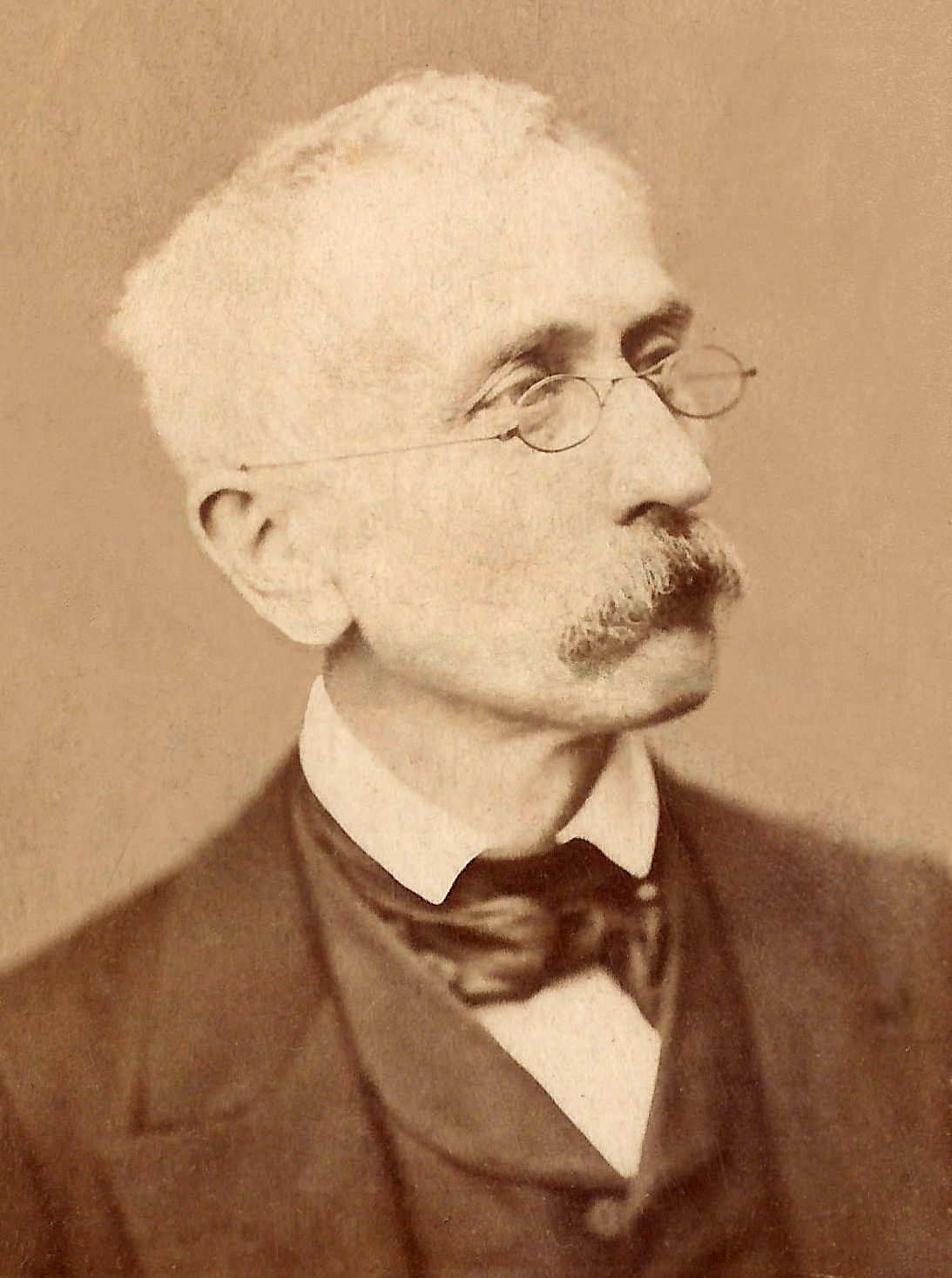
Adolf Ellissen.

Georg Anton Adolf Ellissen, född 14 mars 1815 i Gartow, död 5 november 1872 i Göttingen, var en tysk litteraturhistoriker och politiker.
Ellissen utgav 1840 Thee- und Asphodelosblüten, en samling metriska bearbetningar av kinesiska och nygrekiska dikter. År 1847 fick han en underordnad anställning vid universitetsbiblioteket i Göttingen, men ägnade sig från 1848 huvudsakligen åt det politiska livet. Åren 1849-55 var han ledamot av Hannovers andra kammare och sedan 1854 dess president. Med glänsande vältalighet protesterade han emot regeringens reaktionära avsikter, varav följden blev, att honom vägrades återinträde i kammaren och att han förlorade all utsikt till befordran på biblioteksbanan. År 1864 inträdde han på nytt i Hannovers andra kammare och blev 1866, efter welfiska husets fall, ledamot av den konstituerande riksdagen, preussiska andra kammaren och hannoverska provinslantdagen samt anslöt sig till Tyska nationalliberala partiet. 

## Övriga skrifter i urval
- Versuch einer Polyglotte der europäischen Poesie (1846)
- Voltaire als politischer Dichter (1852)
- Analekten zur mittel- und neugriechischen Literatur (fem band, 1855-62)